# Atholus erichsoni
Atholus erichsoni är en skalbaggsart som beskrevs av Lundgren in Johnson et al. 1991. Atholus erichsoni ingår i släktet Atholus och familjen stumpbaggar. Inga underarter finns listade i Catalogue of Life.